# Port lotniczy Robert Atty Bessing
Port lotniczy Robert Atty Bessing (indonez. Bandar Udara Robert Atty Bessing) – port lotniczy w Malinau, w prowincji Borneo Wschodnie, w Indonezji.